# Passiflora arbelaezii
Passiflora arbelaezii là một loài thực vật có hoa trong họ Lạc tiên. Loài này được L. Uribe mô tả khoa học đầu tiên năm 1957.